# Gilberto Freyre
Gilberto de Mello Freyre (Recife, 15 marzo 1900 – Recife, 18 giugno 1987) è stato uno scrittore, pittore e sociologo brasiliano.
È considerato uno dei maggiori autori che il Brasile ricordi.

## Biografia
Nato da Alfredo, giudice e docente di Economia politica, e Francisca de Mello Freyre, iniziò i suoi studi nel 1908 presso il Colégio Americano Gilreath, dove, leggendo I viaggi di Gulliver di Jonathan Swift, si appassionò alla Letteratura, pur faticando ad apprendere a scrivere. Sin da allora si interessò anche pittura e in particolare aveva un debole per il Surrealismo.
Nel 1909 morì la sua nonna materna, preoccupata per le difficoltà nell'apprendere a scrivere manifestate dal piccolo, e per Freyre fu un'esperienza sconvolgente, poiché lei aveva voluto un funerale tradizionale. Il ricordo di questa esperienza ispirò all'autore parte della raccolta di racconti intitolata Pessoas, Coisas & Animais.
Superate le difficoltà infantili, andò a studiare negli Stati Uniti presso la Columbia University, dove conobbe l'antropologo Franz Boas, che lo fece appassionare anche all'antropologia.
Nel 1933 scrisse Casa-Grande & Senzala, il suo primo libro (tradotto in italiano "Padroni e schiavi. La formazione della famiglia brasiliana in regime di economia patriarcale", Einaudi 1965) e successivamente si dedicò alla politica entrando nel 1946 nella UDN (União Democrática Nacional). Tuttavia lasciò il partito in seguito al golpe del 1964. Furono anni di intenso lavoro intellettuale, di conferenze e incontri importanti come quello con Monteiro Lobato, uno dei maggiori autori brasiliani del Novecento, che lo definì "uno dei geni del pianeta più brillanti che la Terra abbia mai prodotto".
Nel 1986 accettò un posto come insegnante nell'Academia Pernambucana de Letras, dove insegnò per tre anni fino al giorno della sua morte.
Ideò il lusotropicalismo, teoria sul colonialismo portoghese che venne strumentalizzata dal regime di António de Oliveira Salazar per giustificare il mantenimento dei territori d'oltremare durante la guerra coloniale.

## Opere
- Casa-Grande & Senzala, 1933.
- Sobrados e Mucambos, 1936.
- Nordeste: Aspectos da Influência da Cana Sobre a Vida e a Paisagem..., 1937.
- Assucar, 1939.
- Olinda, 1939.
- O mundo que o português criou, 1940.
- A história de um engenheiro francês no Brasil, 1941.
- Problemas brasileiros de antropologia, 1943.
- Sociologia, 1945.
- Interpretação do Brasil, 1947.
- Ingleses no Brasil, 1948.
- Ordem e Progresso, 1957.
- O Recife sim, Recife não, 1960.
- Brasis, Brasil e Brasília, 1968.
- O brasileiro entre os outros hispanos, 1975.